# Jean-Pierre Thiollet
Jean-Pierre Thiollet (* 9. prosince 1956 Poitiers) je francouzský spisovatel, žijící v Paříži. V letech 1980 - 1994 publikoval články ve francouzských novinách Le Quotidien de Paris
, kde působil jako šéfredaktor. Byl také šéfredaktorem France-Soir na konci 2000 a na začátku 2010.
V roce 2017 vytvoril InterHallier kruh v pocté Jean-Edern Hallier.

## Dílo
- Hallier, chagrins d'amour, 2024
- Hallier tout feu tout flamme, 2023
- Hallier en roue libre, 2022
- Hallier, l'Edernel retour, 2021
- Hallier, l'Homme debout, 2020
- Hallier Edernellement vôtre, 2019
- Hallier ou l'Edernité en marche, 2018
- Improvisation so piano, 2017
- Hallier, l'Edernel jeune homme, 2016
- 88 notes pour piano solo, 2015
- Piano ma non solo, 2012
- Bodrum, 2010
- Carré d'Art (Byron, Barbey d'Aurevilly, Dalí, Hallier), 2008
- Barbey d'Aurevilly, 2006
- Je m'appelle Byblos, 2005
- Sax, Mule & Co, 2004
- Le Chevallier à découvert, 1998
- L'Anti-Crise, 1994
- Utrillo, sa vie, son oeuvre, kolektivní práce, 1982